# ŽNK Dalmacija Kaštel Stari
ŽNK Dalmacija, ženski je nogometni klub iz Kaštel Staroga.

## Povijest
Ženski nogometni klub Dalmacija osnovan je 6. prosinca 2001. godine.
Trenutačno se natječe u Drugoj hrvatskoj nogometnoj ligi za žene.

## Vanjske poveznice
- Članak u Slobodnoj Dalmaciji
- Dalmacija dobila teren na korištenje     Arhivirana inačica izvorne stranice od 29. ožujka 2010. (Wayback Machine)